# Green Bay Packers 1982

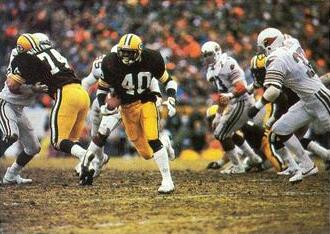
I Packers contro i Cardinals nei playoff 1982

La stagione 1982 dei Green Bay Packers è stata la 62ª della franchigia nella National Football League. Sotto la direzione del capo-allenatore all'ottavo anno Bart Starr, la squadra terminò con un record di 5-3-1, chiudendo terza nella NFC (quell'anno non ci furono classifiche di division a causa di uno sciopero dei giocatori). I Packers batterono i St. Louis Cardinals 41–16 nel primo turno di playoff, per poi perdere contro i Dallas Cowboys per 37–26 nel secondo. Fu la prima qualificazione ai playoff in dieci stagioni e la prima vittoria nella post-season dopo l'epoca di Vince Lombardi. Fu inoltre l'unica vittoria nei playoff tra il 1968 e il 1992.

## Roster
| Roster dei Green Bay Packers nel 1982 |
| --- |
| Quarterback - 19 Rich Campbell - 12 Lynn Dickey - 17 David Whitehurst Running Back - 31 Gerry Ellis - 25 Harlan Huckleby - 33 Jim Jensen - 40 Eddie Lee Ivery - 39 Mike Meade - 35 Del Rodgers Wide Receiver - 85 Phil Epps - 83 John Jefferson - 80 James Lofton Tight End - 82 Paul Coffman - 81 Gary Lewis - 87 John Thompson Offensive Linemen - 57 Derrel Gofourth G - 65 Ron Hallstrom G - 69 Leotis Harris - 74 Tim Huffman G - 68 Greg Koch T - 54 Larry McCarren C - 78 Tim Stokes T - 67 Karl Swanke T Defensive Linemen - 73 Byron Braggs DE - 93 Robert Brown DE - 77 Mike Butler DE - 90 Ezra Johnson DE - 63 Terry Jones NT - 78 Casey Merrill DE - 75 Richard Turner NT Linebacker - 59 John Anderson OLB - 52 George Cumby ILB - 53 Mike Douglass OLB - 60 Jim Laslavic ILB - 56 Cliff Lewis ILB - 51 Guy Prather ILB - 58 Larry Rubens OLB - 55 Randy Scott ILB - 50 Rich Wingo ILB Defensive Back - 24 Johnnie Gray SS - 23 Maurice Harvey SS - 38 Estus Hood CB - 21 Mike Jolly - 22 Mark Lee CB - 29 Mike McCoy CB - 37 Mark Murphy FS - 30 Bill Whitaker S Special Team - 16 Ray Stachowicz P - 10 Jan Stenerud K |
| Legenda - I rookie sono in corsivo. - Il primo ruolo è il principale mentre gli eventuali successivi indicano i ruoli secondari. - (IR) sta per Injured Reserve ed indica la lista ristretta per un solo giocatore infortunato che può tornare ad allenarsi dopo la settimana 6 e a rientrare in prima squadra dopo che questa ha giocato 8 partite. - (NF-Inj.) / (NF-Ill.) stanno rispettivamente per Non-Football Injured e Non-Football Illness ed indicano le liste dove viene inserito un giocatore che ha un infortunio o una malattia non dipendente dal football americano. - (PUP) sta per Physically Unable to Perform ed indica la lista dove viene inserito un giocatore mentre è in attesa di recuperare la condizione fisica. Nella stagione regolare dopo la sesta partita giocata dalla propria squadra, il giocatore ha tempo tre settimane per riprendere ad allenarsi, più tre settimane aggiuntive dal suo rientro agli allenamenti per rientrare in prima squadra. |

## Calendario
| Stagione regolare |              |                         |              |        |                               |          |
| Turno             | Data         | Avversario              | Risultato    | Record | Stadio                        | Pubblico |
| 1                 | 12 settembre | Los Angeles Rams        | V 35–23      | 1–0    | Milwaukee County Stadium      | 53,694   |
| 2                 | 20 settembre | at New York Giants      | V 27–19      | 2–0    | Giants Stadium                | 68,405   |
|                   | 26 settembre | Miami Dolphins          | Cancellata   | 2–0    |                               |          |
|                   | 3 ottobre    | Philadelphia Eagles     | Cancellata   | 2–0    |                               |          |
|                   | 10 ottobre   | at Chicago Bears        | Cancellata   | 2–0    |                               |          |
|                   | 17 ottobre   | Tampa Bay Buccaneers    | Cancellata   | 2–0    |                               |          |
|                   | 24 ottobre   | at Minnesota Vikings    | Cancellata   | 2–0    |                               |          |
|                   | 31 ottobre   | Chicago Bears           | Cancellata   | 2–0    |                               |          |
|                   | 7 novembre   | at Tampa Bay Buccaneers | Cancellata   | 2–0    |                               |          |
|                   | 14 novembre  | at Detroit Lions        | Cancellata   | 2–0    | Rimandata al 2 gennaio        |          |
| 3                 | 21 novembre  | Minnesota Vikings       | V 26–7       | 3–0    | Milwaukee County Stadium      | 44,681   |
| 4                 | 28 novembre  | at New York Jets        | S 13–15      | 3–1    | Shea Stadium                  | 53,872   |
| 5                 | 5 dicembre   | Buffalo Bills           | V 33–21      | 4–1    | Milwaukee County Stadium      | 46,655   |
| 6                 | 12 dicembre  | Detroit Lions           | S 10–30      | 4–2    | Lambeau Field                 | 51,875   |
| 7                 | 19 dicembre  | at Baltimore Colts      | P 20–20 (dts | 4–2–1  | Memorial Stadium              | 25,920   |
| 8                 | 26 dicembre  | at Atlanta Falcons      | V 38–7       | 5–2–1  | Atlanta–Fulton County Stadium | 50,245   |
| 9                 | 2 gennaio    | at Detroit Lions        | S 24–27      | 5–3–1  | Pontiac Silverdome            | 64,377   |

## Classifiche
| National Football Conference |   |   |   |      |     |     |     |
|                              | V | S | P | %    | PF  | PS  | STR |
| Washington Redskins(1)       | 8 | 1 | 0 | .889 | 190 | 128 | V4  |
| Dallas Cowboys(2)            | 6 | 3 | 0 | .667 | 226 | 145 | S2  |
| Green Bay Packers(3)         | 5 | 3 | 1 | .611 | 226 | 169 | S1  |
| Minnesota Vikings(4)         | 5 | 4 | 0 | .556 | 187 | 198 | V1  |
| Atlanta Falcons(5)           | 5 | 4 | 0 | .556 | 183 | 199 | S2  |
| St. Louis Cardinals(6)       | 5 | 4 | 0 | .556 | 135 | 170 | S1  |
| Tampa Bay Buccaneers(7)      | 5 | 4 | 0 | .556 | 158 | 178 | V3  |
| Detroit Lions(8)             | 4 | 5 | 0 | .444 | 181 | 176 | V1  |
| New Orleans Saints           | 4 | 5 | 0 | .444 | 129 | 160 | V1  |
| New York Giants              | 4 | 5 | 0 | .444 | 164 | 160 | V1  |
| San Francisco 49ers          | 3 | 6 | 0 | .333 | 209 | 206 | S1  |
| Chicago Bears                | 3 | 6 | 0 | .333 | 141 | 174 | S1  |
| Philadelphia Eagles          | 3 | 6 | 0 | .333 | 191 | 195 | S1  |
| Los Angeles Rams             | 2 | 7 | 0 | .222 | 200 | 250 | V1  |